# Samuel Persson Hult
Samuel Persson Hult  var en svensk tenngjutare i Norrköping.

## Biografi
Samuel Persson Hult var verksam som tenngjutarmästare i Norrköping mellan 1688 och 1702.

## Medarbetare
Mellan 1694 och 1700 var Lars Persson Ödman lärling hos Hult.

## Produktion
- 1698 - Oblatask i tenn till Kumla kyrka.[3]